# Düsseldorfer Flugaffäre
Die Düsseldorfer Flugaffäre war eine Korruptionsaffäre in Nordrhein-Westfalen um Ereignisse in den 1980er und 1990er Jahren, die in den Jahren 1999 und 2000 bekannt wurden. Die WestLB zahlte führenden Politikern von SPD und CDU deren private Flugkosten und setzte überhöhte Rechnungen von der Steuer ab. Hintergrund war, dass bei einigen Flügen als Stewardessen getarnte Prostituierte mitgenommen worden waren. Im Rahmen dieser Affäre, in der auch Anschuldigungen gegenüber Johannes Rau und Wolfgang Clement erhoben worden waren, trat Minister Heinz Schleußer zurück.
Im Landtag Nordrhein-Westfalen wurde ein Untersuchungsausschuss eingerichtet, der 2000 einen Zwischenbericht vorlegte. Darin war von 50 Flügen die Rede, die Rau zwischen 1988 und 1997 auf Kosten der WestLB unternommen hatte. Rau versicherte, dass diese Flüge keinen privaten Charakter gehabt hatten, musste aber seine Angaben zu deren Zahl mehrfach korrigieren. Unter anderem räumte Innenminister Fritz Behrens in einer Antwort zu einer Kleinen Anfrage des CDU-Abgeordneten Peter Bensmann ein, dass eine vorangegangene Anfrage nicht vollständig beantwortet worden war und Rau am 25. November 1995 mit einem Hubschrauber des Typs BK 117 nach Lichtenau geflogen war, um dem dort im Stadtteil Holtenau auf einer Jagd weilenden SPD-Abgeordneten Friedhelm Farthmann zum Geburtstag zu gratulieren. Auch die Kosten dieser Aktion ließ Rau aus öffentlichen Mitteln bezahlen. Raus Anwälte, unter ihnen Gernot Lehr, argumentierten, dass es sich bei der Terminfülle des Ministerpräsidenten nicht exakt trennen lasse, ob er als Regierungschef, Parteipolitiker oder allgemein als Persönlichkeit des öffentlichen Lebens unterwegs war.